# Cieśnina Franklina
Cieśnina Franklina (ang. Franklin Strait) – cieśnina w północnej Kanadzie, na obszarze terytorium Nunavut.

## Geografia
Cieśnina oddziela południowo-wschodnie wybrzeże Wyspy Księcia Walii od północnej części półwyspu Boothia, rozciąga się na południe od wejścia do Cieśniny Bellota, łącząc Peel Sound na północy i Larsen Sound na południu. Ma średnią szerokość około 30 km, na północy jej głębokość sięga 70 m, na południu aż 400 m. Zimą cieśninę pokrywa lód, osiągający 2 m grubości, który pęka zwykle w okresie od pierwszego tygodnia sierpnia do pierwszego tygodnia września. Wody ponownie zamarzają w trzecim tygodniu września, tworząc zwartą pokrywę do końca października.

## Historia
W 1846 roku cieśninę tę przebyła zaginiona ekspedycja Franklina, poszukująca Przejścia Północno-Zachodniego. Cieśnina została nazwana na cześć jej dowódcy, sir Johna Franklina, który zginął na południe od tego miejsca, wraz z pozostałymi uczestnikami wyprawy.